# Florent-Alexandre-Melchior de La Baume
Pour les articles homonymes, voir Baume.
Florent-Alexandre-Melchior de La Baume, quatorzième et dernier comte de Montrevel, marquis de Saint-Martin et baron de Lugny, comte du Saint-Empire et chevalier d'honneur au parlement de Besançon, né à Mâcon le 18 avril 1736 et exécuté à Paris le 7 juillet 1794 (19 messidor an II), est un aristocrate et homme politique français du XVIIIe siècle.

## Biographie

### Origines et famille
Florent-Alexandre-Melchior de La Baume naît à Mâcon le 18 avril 1736. Issu de la famille des La Baume originaire de la Bresse, il est le fils de Melchior-Esprit de La Baume (né en 1679 et décédé le 13 janvier 1740 à Mâcon), comte de Montrevel, et de Marie-Florence du Châtelet de Lomont (décédée le 14 octobre 1770 à Mâcon, inhumée à Lugny).
Il épouse le 10 avril 1752 Élisabeth-Céleste-Adélaïde de Choiseul, fille de César Gabriel de Choiseul-Praslin, décédée le 18 octobre 1768, puis, le 6 août 1769, Marie-Jeanne-Catherine de Grammont (fille de Pierre de Grammont, marquis de Villersexel), mais ses deux unions – sans postérité – ne sont pas heureuses : il se sépare de la première et fait mettre la seconde en résidence surveillée dans un couvent parisien (les Carmélites de la rue Saint-Jacques, où madame de Montrevel fera des vœux conditionnels en 1778, se consacrant par la suite entièrement à la vie religieuse).

### Carrière militaire et politique
Sa mère obtient de le faire entrer dans les gardes du corps du roi de Pologne détrôné, Stanislas Leszczynski (beau-père du roi Louis XV), devenu prince souverain de Lorraine, raison pour laquelle le jeune homme passe plusieurs années à la cour de Lunéville ; ce qui ne l'empêche pas de partir à la guerre et de servir comme aide de camp du prince de Soubise lors de la guerre de Sept Ans.
La comtesse douairière veillera toutefois à l'achat d'un régiment dans l'armée royale, ce qui se fera en avril 1759, moyennant la somme de 60 000 livres en partie financée par la vente de la charge de chef de brigade des gardes du corps du roi de Pologne. Le jeune homme de 23 ans succède ainsi en 1759 à Jules Hercule Mériadec, prince de Rohan et duc de Montbazon, à la tête d'un régiment d'infanterie qui, le temps de son commandement – soit de 1759 à 1762 –, portera le nom de « Montrevel » (ancien « régiment de Rohan-Montbazon » et futur « régiment de Berry »).
Il achète par acte du 13 novembre 1767 et fait embellir (en y ajoutant deux ailes) l'hôtel particulier construit de 1746 à 1751 à Mâcon par Abel-Michel Chesnard de Layé, hôtel particulier qui avait été transmis dès 1753 à son fils Pierre-Anne Chesnard de Layé, lieutenant général du bailliage de Mâcon (1746), conseiller au Parlement (1748) puis président à mortier au parlement de Bourgogne (1751).
Parisien autant que bourguignon, il possède à Paris le splendide hôtel de Novion, rue de Varenne, et loue une maison de plaisance faubourg du Roule. Intime du prince de Condé, gouverneur de Bourgogne, il est de toutes les fêtes au château de Chantilly.
Mélomane de bon niveau, il entretient une bande de musiciens, en lien avec les meilleurs musiciens parisiens (dont le violoniste et compositeur Guénin), au point d'être cité par Léopold Mozart dans la liste des personnes à recontacter en prévision du troisième séjour de son fils Wolfgang à Paris. 

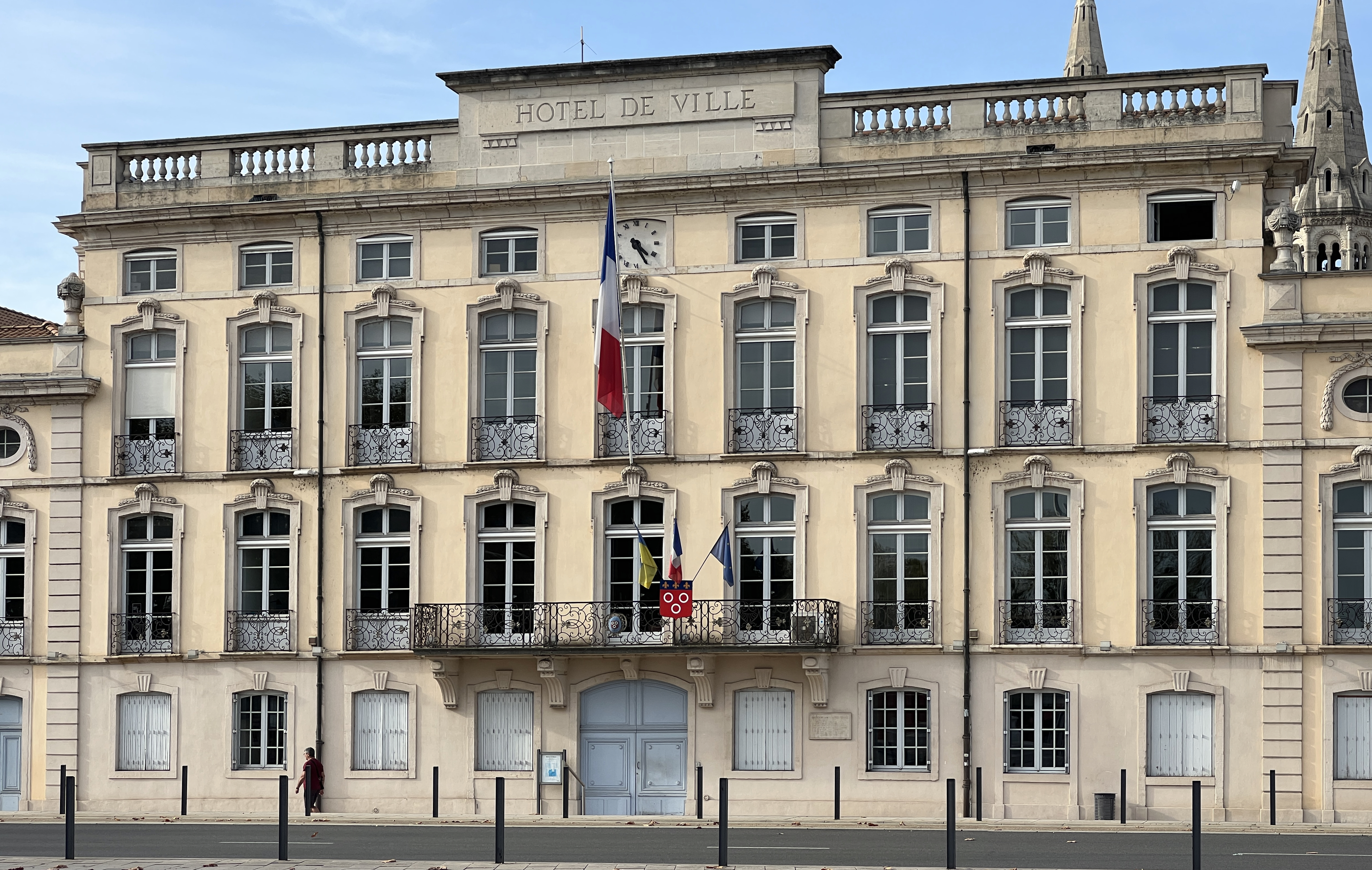
L'hôtel de Montrevel (XVIIIe siècle), acheté par la ville de Mâcon en 1793 et devenu mairie.

Alphonse de Lamartine, évoquant Mâcon, parle de ce puissant seigneur en ces termes : « Il y avait, en outre, deux maisons de haute noblesse qui dominaient tout et qui égalaient le luxe des princes. L'une de ces maisons était celle du comte de Montrevel, qui n'allait jamais à la Cour, et qui mangeait six cent mille livres de rentes à Mâcon. Il avait une écurie de cent chevaux de chasse, un théâtre et une musique à sa solde, qui rivalisait avec la musique des Condé à Chantilly. »
Élu député de la noblesse du Mâconnais aux États généraux de 1789, il est l'un des premiers à se réunir au Tiers-État. En 1783, le comte avait prononcé un discours remarqué dans lequel il s'était prononcé en faveur de la suppression des privilèges fiscaux de la noblesse et de l'abolition de l'exemption de la taille dont bénéficiaient les terres nobles. 
L'un de ses châteaux – celui de Lugny – fut le premier du Mâconnais à être incendié lors de la révolte dite « des Brigands » qui, pendant la Grande Peur, agita cette petite région. Il était alors député de l'Assemblée constituante, mandat qui prit fin le 30 septembre 1791.
Par délibération du 20 mai 1792 et acte du 8 mars 1793, son hôtel particulier de Mâcon est acheté par cette ville pour en faire son hôtel de ville moyennant la somme de 165 500 livres.
Lorsqu'arriva la Terreur, il refusa d'émigrer, et préféra vivre dans la discrétion, dans une petite maison de Thiais, avec quelques domestiques.

### Arrestation et exécution
Sa vie discrète n'empêcha pas son arrestation : il fut en effet dénoncé par le maire de Bourg-en-Bresse, Aimé Marie Alban, à Jean-Nicolas Pache, maire de Paris. 
Arrêté comme suspect le 22 février 1794 et jeté en prison, il est jugé coupable par le Tribunal révolutionnaire comme complice d'une conspiration tramée à la prison du Luxembourg où il était détenu (affaire dite de la « conspiration des prisons »). Lorsque vint son tour, le président ne put toutefois obtenir de lui que cette seule réponse qui fait assez connaître combien il savait toute défense inutile : « J’ai assez de la vie ; vous pouvez me faire mourir. » Condamné à mort, il fut guillotiné à Paris le 19 messidor an II (7 juillet 1794) avec cinquante-huit autres accusés. Âgé de cinquante-huit ans, il ne laissait pas de descendance (raison pour laquelle, en 1786, il avait désigné par testament, pour être son « héritier principal et son légataire universel », Charles François Casimir de Saulx).
Il ne reste rien de son splendide château de Challes, à Bourg-en-Bresse, qui fut rasé au début du XIXe siècle, après avoir été utilisé, un temps, par le directoire du département de l'Ain.

## Titres de noblesse
Dans un document de la fin du XVIIIe siècle (1788), « très haut et très puissant seigneur Monseigneur Florent-Alexandre-Melchior de La Baume, d’Occors, d’Agoust et de Vesq », est qualifié de « compte du Saint-Empire, Montrevel, Cruzilles et autres places, marquis de Saint-Martin-le-Châtel, Biolières et dépendances, baron de L'Abbergement, Lugny, Leyssard, Vésines, Asnières, Marboz, Foissiat, Chatellet, Saint-Etienne-du-Bois, Saint-Étienne-sur-Reyssouze, Bonrepos, Chay et autres places, seigneur de Chales, Tourterelles, Nobles, Marcey, Genai, Liefranc, Gevigney et autres seigneuries, maréchal des camps et armées du Roy, chevalier de l'ordre royal et militaire de Saint-Louis, et encore chevalier d'honneur au parlement de Bezançon ». (Archives départementales de Saône-et-Loire).

## Distinctions
Florent-Alexandre-Melchior de La Baume avait été fait chevalier de l'ordre royal et militaire de Saint-Louis.

## Postérité
Par délibération du conseil municipal de Mâcon en date du 25 mai 1824, une rue de Mâcon a pris le nom de rue de Montrevel (ancienne rue des Spectacles à partir de 1793, nommée antérieurement rue de la Comédie et, auparavant, rue Saint-Jean, après s'être appelée rue Porche Saint-Jean de l'Isle).